# Tecido acrobático
O tecido acrobático é um esporte originalmente circense de acrobacia aérea executada em um longo tecido suspenso na maioria das vezes pela metade e com as duas pontas penduradas. O tecido acrobático (também conhecido como sedas aéreas, tecido liso, tecido aéreo, dança aérea, ou apenas tecido) é um tipo de performance na qual um ou mais artistas realizam acrobacias aéreas enquanto enrolados em um tecido, denominado liganete no Brasil. Ao contrário de outras centenárias modalidades do circo, como o malabares, as acrobacias e o trapézio, o tecido apresentou seu desenvolvimento nos últimos anos.
Os performers, sem o uso de linhas de segurança, escalam o tecido suspenso e o usam para manobras de grande dificuldade como figuras, torções, giros, inversões e quedas (lançamento intencional do corpo em queda livre), e confiam somente em sua formação e habilidade para garantir a segurança. Sedas aéreas podem ser usadas para voar e realizar poses e figuras durante o vôo. Alguns artistas usam breu de resina em suas mãos e pés para aumentar o atrito e aderência no tecido.
O tecido acrobático, ou ainda tecido liso, faz parte da categoria aéreos, dentro do complexo que envolve as inúmeras e distintas atividades circenses. Esta categoria subdivide-se em: Suspensão por partes do corpo, Suspensão em aparelhos rígidos, Suspensão em aparelhos maleáveis e rígidos, Suspensão em aparelhos maleáveis. E dentro da categoria de Suspensão em Aparelhos Maleáveis existe Tecido, Corda e Faixas. Ainda dentro de Tecido existe Tecido Liso, Marinho e Gota.

## Ligações Externas
ISO - Tecido Acrobático